# Machi Koro
Machi Koro (街コロ, machi koro, lit. cidade dos dados) é um jogo de tabuleiro de construção de cidade, criado por Masao Suganuma, ilustrado por Noboru Hotta e publicado em 2012 pela empresa japonesa Grounding Inc. Os jogadores rolam dados para ganhar moedas, com as quais desenvolvem sua cidade. O objetivo do jogo é ser o primeiro jogador a completar a construção dos quatro marcos principais (landmarks). Machi Koro foi publicado em onze idiomas, com a versão americana publicada pela IDW Games e Pandasaurus Games. No Brasil, o jogo foi licenciado pela Devir Brasil, sendo previsto inicialmente para o ano de 2018. A previsão atual é de que seja lançado em 2020.
Machi Koro recebeu vários prêmios em seu lançamento e possui duas grandes expansões. Em 2015, uma edição de luxo foi lançada nos Estados Unidos, trazendo o jogo básico junto com duas as expansões. Um jogo baseado na mesma mecânica, Machi Koro: Bright Lights, Big City, foi lançado em 2016, e uma variante no estilo legacy foi lançada em 2019.

## Descrição
Os jogadores assumem o papel de prefeito da cidade de Machi Koro e sua principal tarefa é desenvolvê-la. Começando com apenas um campo de trigo e uma padaria, você tentará construir uma metrópole próspera e se tornar a primeira cidade a construir os quatro marcos principais - estação de trem, shopping center, parque de diversões e torre de rádio. No seu turno, cada jogador lança um ou dois dados. Se a soma dos dados lançados corresponder ao número de uma construção que um jogador possui, obtém-se o efeito daquela construção; em alguns casos, os oponentes também se beneficiarão com o lançamento de dados de outros prefeitos (assim como o jogador ativo pode se beneficiar com os dados dos oponentes). Então, com o dinheiro em mãos, o jogador pode construir um marco principal ou um novo edifício, de modo a desenvolver a riqueza de sua cidade para jogadas futuras.

### Preparação do jogo
Para começar, os jogadores organizam o mercado com 15 estabelecimentos diferentes, colocando as cartas iguais numa pilha no centro da mesa, organizadas de acordo com o número no topo das cartas. Essas cartas são os estabelecimentos ou as estruturas que os jogadores poderão comprar durante o jogo para expandir sua cidade. Cada jogador começa o jogo com duas cartas de estabelecimentos (um campo de trigo e uma padaria), quatro cartas de marcos principais (estação de trem, shopping center, parque de diversões e torre de rádio) e três moedas. Todos colocam seus marcos voltados para baixo para representar que estão "em construção" e a partida está pronta para começar.

### Turnos
O turno de cada jogador é dividido em três etapas:
- Rolar dados
- Receber renda
- Construir um estabelecimento

#### Rolar dados
A primeira coisa que um jogador faz na sua vez é lançar os dados. No início do jogo, só é possível utilizar 1 dado. Mais tarde, depois de construir o marco da "estação de trem", o jogador pode optar por lançar um ou dois dados.

#### Receber renda
Com base no resultado da rolagem do dado ou dos dados, os jogadores receberão a renda de seus estabelecimentos. Também é possível ganhar dinheiro na vez de outro jogador. Para determinar a receita gerada, os jogadores olham para o número resultante nos dados lançados e o comparam com o número no topo de seus estabelecimentos. Por exemplo, se um "2" ou "3" for obtido, a padaria inicial do jogador começa a funcionar. Cada padaria que o jogador atual tiver em sua cidade dará a ele 1 moeda.
Existem quatro tipos diferentes de estabelecimentos, divididos por cores. Cada tipo gera uma renda de maneiras diferentes:
- Azul (indústrias primárias): obtém uma renda do banco, durante a vez de qualquer pessoa. Ou seja, toda vez que qualquer jogador rolar dados que ativem essa carta, todos os jogadores que possuam essa estrutura ganham moedas;[11][12][13]
- Verde (indústrias secundárias): obtém uma renda do banco, apenas durante a vez do jogador atual. Ou seja, toda vez que um jogador ativa essas cartas, apenas ele pode ganhar as moedas desta carta;[11][12][13]
- Vermelho (restaurantes): pegue moedas da pessoa que lançou o dado. Ou seja, toda vez que um jogador rolar dados que ativem essa carta e outro jogador possuir a estrutura na sua cidade, o jogador ativo deve pagar as moedas indicadas para quem possui o estabelecimento;[11][12][13]
- Roxo (empresas): obtém renda de todos os jogadores, apenas durante a sua vez. Quando ativadas pelo jogador, podem ter efeitos especiais, ou receber moedas de outros jogadores, mas apenas no turno do jogador ativo.[11][12][13]

#### Construir um estabelecimento
Depois de receber sua renda, o jogador atual pode utilizar suas moedas para construir um edifício do mercado ou um de seus marcos principais. O custo de cada estabelecimento ou marco está localizado no canto inferior esquerdo da carta. Após pagar o custo em moedas para o banco, o jogador pega a carta comprada no mercado e a coloca em sua cidade ou, se estiver construindo um marco principal basta virar a carta para o lado colorido e começar a usar o efeito associado. Os jogadores podem ter vários tipos de cada estabelecimento, exceto aqueles com um símbolo de torre (cartas roxas e marcos principais). Assim que o jogador atual construir uma estrutura ou decidir não fazê-lo, encerra-se a sua jogada e o jogo continua com o turno do próximo jogador. O jogo termina assim que um jogador conclui a construção do seu quarto marco principal, sendo o ganhador do jogo.

## Expansões

### Harbor Expansion
Harbor Expansion (街コロプラス) foi lançada em 2012, expandindo o número de marcos principais (landmarks) de quatro para seis cartas, além de aumentar o limite de quatro para cinco jogadores. Novas regras foram incluídas para melhorar a jogabilidade, mudando a forma como os estabelecimentos e indústrias são disponibilizados para uso. Indústrias e estabelecimentos adicionais relacionados principalmente à pesca e transporte também foram adicionados.
Nesta expansão, os jogadores começam o jogo com um marco principal já construído, a "prefeitura", além do campo de trigo e da padaria. O benefício da prefeitura consiste em receber uma moeda do banco na etapa anterior à construção de estabelecimentos, caso você não tenha mais nenhuma moeda. Além disso, a configuração do mercado teve suas regras alteradas. No jogo base, todas as cartas de estabelecimentos eram empilhadas pelo seu tipo/número e disponibilizadas no início do jogo. Agora, todos os estabelecimentos do jogo base e do porto são embaralhados para formar um único baralho de compra. Na preparação do mercado, deve-se comprar as cartas deste baralho e colocá-las na mesa com a face virada para cima. Se a carta comprada for igual à alguma que já está na mesa, é necessário empilhá-la de modo a formar uma pilha de cartas de mesmo tipo. O preparador do jogo deve fazer isso até ter dez estabelecimentos exclusivos disponíveis no mercado. Outra mudança foi a inclusão de duas novas cartas de marcos principais: o porto e o aeroporto. Com a presença destas cartas a condição de vitória se dá quando um jogador construir o seu sexto marco principal.

### Millionaire's Row
Millionaire's Row (街コロシャープ) foi lançada em 2015, adicionando mais estabelecimentos de luxo e indústrias de alta tecnologia, bem como uma mecânica de 'reforma', que fecha temporariamente os estabelecimentos. As regras do jogo base permanecem, embora Millionaire’s Row também use as mesmas regras de configuração de mercado que foram introduzidas com a Harbor Expansion. É possível utilizar apenas esta expansão ou jogar junto com a Harbor Expansion.
Um dos novos estabelecimentos do jogo é a "companhia de reformas" e este é o acréscimo mais significativo da expansão. Esta carta exige que o jogador escolha um tipo de estabelecimento para fechar para reforma (exceto marcos principais). Assim, todos os estabelecimentos desse tipo de todos os jogadores serão fechados (incluindo aqueles pertencentes à pessoa que jogou a carta, se aplicável). O jogador que jogou a carta recebe uma moeda de cada jogador para cada um de seus edifícios que estão fechados para reforma. Este pagamento acontece apenas uma vez, no turno original dos jogadores.
Quando um tipo de edifício é fechado para reforma, um token de reforma é colocado em todas as cópias desse estabelecimento para diferenciar quais edifícios estão fechados e quais estão abertos. Prédios em reforma permanecem fechados até a próxima vez em que uma rolagem de dados ativaria normalmente aquele estabelecimento. Nesse ponto, o token de renovação é removido, mas nenhuma moeda é paga. O estabelecimento agora está qualificado para ser ativado e permanecerá assim, a menos e até que alguém o feche novamente. As regras de cor das cartas ainda se aplicam, então os tokens de renovação só podem ser removidos dos estabelecimentos verdes e roxos em sua própria rolagem de dados, enquanto os tokens nos estabelecimentos vermelhos e azuis podem ser removidos nas rolagens de dados de outros jogadores.

### Machi Koro: Deluxe Edition
Em 2015, uma edição de luxo foi lançada nos Estados Unidos, trazendo o jogo básico junto com duas as expansões. Esta edição limitada veio dentro de uma caixa de lata de colecionador, com dados personalizados com a imagem da montanha da capa do jogo gravado no lugar do número um, uma bolsa de veludo para moedas e duas cartas exclusivas de estabelecimentos: minas de diamantes (carta azul) e centro de convenções (carta roxa).

## Cartas promocionais

### Machi Koro: Gaming Mega Store
Em 2014, a IDW Games anunciou a pré-venda da carta promocional "Gaming Mega Store", para divulgar o lançamento do jogo Machi Koro nos Estados Unidos, com lançamento previsto para julho do mesmo ano. Esta carta foi vendida exclusivamente em lojas de boardgame, junto com a pré-venda da primeira edição do jogo base.

### Machi Koro: Dice Tower Promo Cards
Em 2016, o site Dice Tower lançou uma campanha de financiamento no Kickstarter para angariar fundos para a manutenção do site e uma das recompensas para os apoiadores era o recebimento de uma carta promocional de Machi Koro, criada pela IDW Games. O pacote promocional continha 5 cartas do marco principal "Dice Tower", para ser utilizado no lugar da torre de rádio.

### Machi Koro: Fabrique de jouets du Père Noël
No natal de 2014, a empresa francesa Moonster Game publicou a carta de marco principal "Fabrique de jouets du Père Noël" (lit. Fábrica de brinquedos do Papai Noel).

## Outros jogos da família

### Machi Koro: Bright Lights, Big City
O jogo Machi Koro: Bright Lights, Big City foi lançado em 2016, para 3 a 5 jogadores, apresentando as mesmas regras do jogo base, mas com diferenças na configuração inicial do jogo e uma combinação das cartas do jogo base e das expansões. A primeira grande diferença é notada na configuração do jogo. Em vez de começar com o mesmo mercado de 15 conjuntos de cartas de estabelecimentos diferentes, os jogadores configuram 3 linhas que incluem uma variedade aleatória de estruturas. Existem três baralhos de cartas, cada um com sua própria linha para formar o mercado. O primeiro baralho é composto de cartas de número 6 ou menor. O próximo baralho é para cartas de número 7 ou maior. O último baralho é composto pelas cartas roxas. Cada baralho é embaralhado separadamente e as cartas são compradas para criar três fileiras de cartas. Os dois primeiros baralhos têm cartas compradas e colocadas com a face para cima, mostrando cinco tipos exclusivos de estabelecimentos. Se uma carta de estabelecimento de um tipo que já está aparecendo for comprada, ela será empilhada sobre as que já foram retiradas. A terceira linha de cartas é retirada do baralho roxo e apenas duas cartas de estabelecimentos exclusivos são disponibilizadas viradas para cima. Essa mudança nas cartas e na preparação do mercado faz uma grande diferença na variabilidade (e na diversão subsequente) do jogo. Cada jogador começa o jogo com 3 moedas e 3 estabelecimentos: um campo de trigo, uma padaria e a prefeitura. Eles também recebem cartas representando seus 6 marcos principais. Todos colocam seus marcos voltados para baixo para representar que estão "em construção" e a partida está pronta para começar.

### Machi Koro Legacy
Em 2019, a Pandasaurus Games lançou uma variante legacy, chamado Machi Koro Legacy, para 2 a 4 jogadores. O jogo possui a mesma lógica do original porém com novos elementos que serão adicionados com o tempo e seguirá uma narrativa própria durante 10 partidas. A grande diferença dos jogos estilo legacy é que eles funcionam em uma campanha de várias partidas onde os componentes do jogo são modificados com adesivos, canetas ou até destruídos. Rob Daviau foi o responsável pelo design, e Nobura Hotta ficou novamente responsável pela arte do jogo.

## Recepção
Machi Koro foi bem recebido pela comunidade dos jogos de tabuleiro, sendo indicado e recebendo vários prêmios no lançamento. Em 2014, Machi Koro foi finalista no prêmio canadense Lys Grand Public Em 2015, Machi Koro foi o vencedor do Geekie Awards na categoria Tabletop, em uma apresentação que incluiu os convidados especiais Ernie Hudson e Kevin Smith; e venceu também o prêmio da revista alemã FairPlay, À la carte. No mesmo ano, o jogo foi indicado para o prêmio alemão Spiel des Jahres; para o prêmio dinamarquês Guldbrikken, na categoria melhor jogo de família; para o prêmio australiano Boardgames Australia, na categoria melhor jogo internacional; e para o prêmio francês As d'Or, na categoria jogo do ano.

## Prêmios e indicações
| Ano  | Prêmio                | Categoria                 | Resultado | Referência    |
| ---- | --------------------- | ------------------------- | --------- | ------------- |
| 2014 | Lys Grand Public      |                           | Indicado  | [ 26 ]        |
| 2015 | Geekie Awards         | Tabletop                  | Venceu    | [ 28 ]        |
| 2015 | À la carte (FairPlay) |                           | Venceu    | [ 29 ]        |
| 2015 | Spiel des Jahres      |                           | Indicado  | [ 31 ] [ 35 ] |
| 2015 | Guldbrikken           | Melhor jogo de família    | Indicado  | [ 32 ]        |
| 2015 | Boardgames Australia  | Melhor jogo internacional | Indicado  | [ 33 ]        |
| 2015 | As d'Or               | Jogo do ano               | Indicado  | [ 34 ]        |